# 久保勲
久保 勲（くぼ いさお、1923年（大正12年）4月3日 - 2017年（平成29年）2月17日）は、日本の剣術家（夢想神傳重信流、神道無念流）、柔道家（講道館柔道五段）。雅号は縄山（じょうざん）。正七位叙位。

## 人物
長崎県出身。柔道を高木喜代市、剣道を三角卯三郎に学ぶ。夢想神傳重信流は、防府市剱神社にて木村栄寿に対し起請文を提出。神事白扇の儀を執り行ない正式に入門。昭和49年、同師より「夢想神傳抜刀術兵法」を印可。
昭和40年代、木村栄寿は、自ら中山博道から伝授した夢想神伝流の奥之事、すなわち重信流を後世に正しく伝えるべく、各流の指導者を防府市に呼び頻繁に講習会を開催した。その講習会では、木村から久保はほとんどの業の解説で仕太刀を命ぜられた。理由は、参加者のなかで久保が最も若く臂力があり、木村が解説する重信流は、相当の体力が必要であったからである。例えば、重信流の初発刀では、敵は一間以上先にいて、立膝からの有効な抜き付けを放つには、その体制から約２メートル程ジャンプしなければならず、かなり臀部に負担がかかる。このような激しい動きを行いつつも息は荒らさず、重信流の納刀は、ほぼ全ての刀身を一気に鞘に納めるので、最後まで集中力を最高値に保っておかなければならない。この講習会の同席であった額田長、橋本正武、そして二天一流の宮川泰孝とは特に交流が深く、木村宗範逝去の折には、弔辞は久保が清書し額田が述べ、墓前に献じられた。
一方、久保は、木村から重信流とは別に長州藩伝神道無念流を伝授。もともと寺井知高からは神道無念流を伝授されていて、流派の体系を実際の業を通して理解していた。両流に対して日々研鑽に努めていたが、平成27年脳梗塞を発症。以降は座して両流の研究や資料の整理、特に寺井口伝、木村口伝の書き残しに没頭。死去の当日まで執筆を行っていた。
木村門下以外では、夢想神伝流の佐川博男とも仲が良く、佐川は他者に対し愛着を込めて、自分の複製だ、と紹介していた。

## 経歴
- 1940年（昭和15年）- 海軍佐世保海兵団に入団。
- 1941年（昭和16年）- 久里浜海軍通信学校に入学。翌年卒業と同時に第一南遣艦隊司令部へ飛行参謀付として赴任。その後、第936航空隊へ移動。第二航空戦隊（角田覚治）を経て、第二艦隊第一遊撃隊（栗田健男）で「捷一号作戦」に参加。作戦終了後は、第13根拠地隊（ラングーン）司令部（田中頼三）へ移動。もはやまともに飛べる飛行機は一機もなく、海軍陸戦隊と合流し、陸軍第18師団（菊兵団）と共に「シッタン作戦」に参加。
- 1945年（昭和20年）- ビルマで激しい戦闘が続く中、ついにモールメン海軍基地残留隊へ玉砕命令が下る。しかし命令に背き、部下25名一人も欠けることなくタイへ脱出。
- 1946年（昭和21年）- タイ送還船舶通信隊に勤務。連合軍との折衝から送還船の配船まで復員業務に従事。
- 1949年（昭和24年）- 長崎県警察勤務。
- 1961年（昭和36年）- 長崎県下の町村で少年柔道の普及と育成に努める。
- 1981年（昭和56年）- ローマ教皇ヨハネ・パウロ2世の長崎訪問の際、長崎県警警備責任者として重責を果たす。
- 1989年（平成元年）- 古流儀伝承のため長崎大学居合道部を指導。